# Rózsaszín Bombázók
A Rózsaszín Bombázók magyar funk rock zenekar, 1986-ban alakult.
Több hazai tehetségkutató versenyen indultak, legtöbbet kiváló eredményekkel, győztes helyezésekkel.1987 -ben megjelenik első bakelit kislemezük, 1988-ban elnyerik az Interpop fesztivál különdíját /egyedül ők játszanak élőben/. 1989-ben Ausztriában, Bregenz-ben 4. helyen végeznek egy nemzetközi fesztiválon. Megjelenik a „Svédasztal” című nagylemezük amit az Omega és Proton hangstúdiókban rögzítettek. 
A zenekar 1990–től nem játszik, kivéve 1993. december 30-i „Hajrá Magyarok!” szilveszteri koncertjét. Itt olyan előadókkal léptek fel, mint: a Moby Dick, Anita, R-Port stb.
Zorántól egy idézet a honlapjáról, 1990. november 2. péntek. „Az a véleményem, hogy az értékes zene megmarad, és a tehetséges előadó is talpon marad. Sok nagy név évtizedek óta tartja magát. Hogy a maiak közül ki tetszik? Talán a Rózsaszín Bombázók: igényes hangszerelésű, jó ízlésű zenéjük van – mondja, és siet a színpadra.”

## Tagjai
A zenekar alapító tagjai:
- Demeter György ének, zeneszerző és szövegíró, trombita, gitár, zenekarvezető.
- Tóth György Péter: zongora, billentyűs hangszerek, zeneszerző, vokál, hangszerelés, hangmérnöki munkák, sequencer programok.
- Keresztes Ildikó: ének, vokál.
- Kicska László: basszusgitárok, valamint Ő a zenekar névadója.
- Hetsch László: Gitár (1986-87)
- Matyasovszky Géza: gitár, zeneszerző és szövegíró, ének, vokál.
- Tarczali Jenő: alt- és tenorszaxofon, fuvola, hangszerelés.
- Vermes László: akusztikus és elektronikus dobok.

A zenekar működése során a zenészek létszáma szaporodott, illetve néhány esetben kölcsön- és vendégzenészek  segítették a munkát – az akkor még létező kötelező katonai szolgálatok miatt. Később a zenekar teljes jogú tagjává vált Perger István, conga és ütőhangszereken